# デイヴィッド・マークソン
デイビッド・マークソン（David Markson、1927年12月20日‐2010年6月4日)は、アメリカ合衆国の小説家、詩人。

## 経歴
ニューヨーク州オールバニ生まれ。ユニオン・カレッジ、コロンビア大学で学んだ後、ジャーナリストおよび書籍編集者として活動。定期的にコロンビア大学などで教鞭を取りながら文筆を行い、1950年代後半に初の小説を出版する。若い頃の作品はフォークナーやマルカム・ラウリーなどモダニズムの伝統的スタイルに則ったものであった。「アンチ・ウェスタン」と呼ばれるジャンルの犯罪小説も3作書いており、このうち『ディンガス・マギーのバラッド』（1965年）が『大悪党/ジンギス・マギー』としてフランク・シナトラの主演で映画化されている。
しかしマークソンが高い文名を得るのは、1988年、60歳を超えてから出版した実験小説『ウィトゲンシュタインの愛人』以降のことであった。この作品は地球上で最後に生き残った女性の独白という設定のもと、彼女自身にまつわる事柄とともに古今の芸術や作家の薀蓄が断片を積み重ねるように羅列されていくという特異な形式で書かれたものである。以降『読者のスランプ』（1996年）、『これは小説ではない』（2001年）、『消失点』（2004年）と、『ウィトゲンシュタインの愛人』とあわせて「作者四部作」と呼ばれる作品群で、彼自身「文字通り文学と芸術の逸話を詰め込んだ」（"literally crammed with literary and artistic anecdotes"）「非線的で、不連続で、コラージュ的なアッサンブラージュ」（ "nonlinear, discontinuous, collage-like, an assemblage"）と称するこのスタイルを洗練させていくとともに、伝統的形式への挑戦者としてジョイス、ベケットに連なるとされるなど高い評価を得ていった。
彼を賞賛する現代作家にはアン・ビーティやデヴィッド・フォスター・ウォレスなどがおり、ウォレスは『ウィトゲンシュタインの愛人』について「アメリカにおける実験小説のほぼ頂点と言っていい」と評している。
マークソンは2010年4月、ニューヨーク市ウェストヴィレッジの自宅アパートで死去した。彼の文学エージェントであった元妻によれば、彼の二人の子供がアパートのベッドで死んでいるマークソンを発見したのだという。

## 邦訳作品
- 『これは小説ではない』木原善彦訳、水声社、叢書フィクションの楽しみ、2013年9月
- 『ウィトゲンシュタインの愛人』木原善彦訳、国書刊行会、2020年7月

## 作品
- 『ウィトゲンシュタインの愛人』(Wittgenstein's Mistress, 1988)
- 『読者のスランプ』(Reader's Block, 1996)
- 『これは小説ではない』(This Is Not A Novel, 2001)
- 『消失点』(Vanishing Point, 2004)